# أرقام الهاتف في البحرين
هيئة تنظيم الاتصالات هي مؤسسة حكومية حديثة تنشر بشكل منتظم تقارير عن خطة الترقيم الوطنية في البحرين. تتضمن التقارير جميع الكتل المستخدمة في البلاد.
أرقام الهاتف في البحرين بشكل عام تتكون من ثمانية أرقام طويلة باستثناء رموز قصيرة التي لديها أرقام أقل. الغالبية العظمى من أرقام الخط الأرضي ثابت تبدأ مع 1. أرقام الهواتف المحمولة وأرقام أجهزة النداء تبدأ مع 3 * 663 * أو * 669 أو على حسب مزود الخدمة.
لا يوجد رمز لمنطقة في البحرين ولكن الرقمين الثالث والرابع في الخطوط الأرضية تمثل مختلف المدن أو المناطق في البحرين.
بتلكو هي مزود الخدمة الرئيسية للخطوط الأرضية. مستخدمي الهواتف المحمولة عادة من بتلكو وزين وفيفا.
| النطاق                 | النوع      | مزود الخدمة    |
| ---------------------- | ---------- | -------------- |
| 133                    | خط أرضي    | اتصالكم        |
| 1344                   | خط أرضي    | روابي          |
| 1350                   | خط أرضي    | إيليفانت توك   |
| 136                    | خط أرضي    | زين            |
| 1600-1603, 1606-1607   | خط أرضي    | نيوتيل         |
| 1610, 1616, 1619       | خط أرضي    | كلام           |
| 165                    | خط أرضي    | تو كونيكت      |
| 166                    | خط أرضي    | لايت سبيد      |
| 17                     | خط أرضي    | بتلكو          |
| 31                     | هاتف محمول | الديوان الملكي |
| 322, 383, 384, 388, 39 | هاتف محمول | بتلكو          |
| 33, 340, 341, 343-345  | هاتف محمول | فيفا           |
| 36, 377                | هاتف محمول | زين            |
| 6111                   | عام        | كولاكم         |
| 6160                   | عام        | كلام           |
| 6600, 6688             | عام        | روابي          |
| 663, 666, 669          | عام        | زين            |
| 6966-6969, 6996, 6999  | عام        | رابيد          |
| 7178                   | عام        | فيفا           |
| 77                     | عام        | ميناتيليكوم    |